# گیلبرت کلیتون
گیلبرت کلیتون (انگلیسی: Gilbert Clayton; ۶ آوریل ۱۸۷۵ – ۱۱ سپتامبر ۱۹۲۹) افسر اطلاعاتی، دیپلمات، نظامی و سیاستمدار اهل بریتانیا بود.